# Saul Polo
Saul Polo, né en juin 1975 à Santa Marta en Colombie, est un administrateur et homme politique québécois.
Président du Parti libéral du Québec de 2012 à 2014, il est, sous la bannière de ce parti, député de Laval-des-Rapides à l'Assemblée nationale du Québec de 2014 à 2022.

## Biographie
Né à Santa Marta en Colombie en 1975, il réside à Laval,.
Diplômé en administration des affaires de HEC Montréal, il obtient également deux diplômes de deuxième cycle en commerce international de l'Université McGill.    
Militant de longue date au sein du Parti libéral du Québec, il remplit notamment les fonctions de président de la Commission des communautés culturelles, de président de la Commission politique et, de 2012 à 2014, de président du Parti libéral du Québec,,. 
Il occupe le poste d'adjoint parlementaire de la ministre de l’Économie, de l'Innovation et des Exportations du 23 avril 2014 au 18 octobre 2017, avant de devenir adjoint parlementaire au ministre des Finances du 18 octobre 2017 au 23 août 2018.
Aux élections générales du 3 octobre 2022, il est battu par Céline Haytayan, la candidate de la Coalition avenir Québec.

## Distinctions et prix
Saul Polo est finaliste aux Prix Arts-Affaires 2011 – Catégorie Bénévole d'Affaires en 2012. Il est lauréat du « Top 20 de la Diversité 2012 » de l’agence de communications Médias Mosaïque, ainsi que lauréat du prix Administrateur de l'année 2012 – Gala du Regroupement des jeunes chambres de commerce du Québec (RJCCQ) en 2012. La même année, il est récipiendaire de la Médaille de l'Assemblée nationale. Il reçoit également le prix top 10 des hispano-canadiens les plus influents décerné par HispanicBusiness.ca en 2013.

## Résultats électoraux
|                                                                                               | Nom                     | Parti            | Nombre de voix | %      | Maj.  |
| --------------------------------------------------------------------------------------------- | ----------------------- | ---------------- | -------------- | ------ | ----- |
|                                                                                               | Céline Haytayan         | Coalition avenir | 10 599         | 31,9 % | 1 053 |
|                                                                                               | Saul Polo (sortant)     | Libéral          | 9 546          | 28,7 % | -     |
|                                                                                               | Josée Chevalier         | Québec solidaire | 5 542          | 16,7 % | -     |
|                                                                                               | Andréanne Fiola         | Parti québécois  | 4 293          | 12,9 % | -     |
|                                                                                               | Nicolas Lussier-Clément | Conservateur     | 2 852          | 8,6 %  | -     |
|                                                                                               | Zied Damergi            | Vert             | 398            | 1,2 %  | -     |
| Total                                                                                         | Total                   | Total            | 33 230         | 100 %  |       |
| Le taux de participation lors de l'élection était de 61,5 % et 500 bulletins ont été rejetés. |                         |                  |                |        |       |

|                                                                                               | Nom                     | Parti               | Nombre de voix | %      | Maj. |
| --------------------------------------------------------------------------------------------- | ----------------------- | ------------------- | -------------- | ------ | ---- |
|                                                                                               | Saul Polo (sortant)     | Libéral             | 10 637         | 31,5 % | 271  |
|                                                                                               | Christine Mitton        | Coalition avenir    | 10 366         | 30,7 % | -    |
|                                                                                               | Graciela Mateo          | Québec solidaire    | 5 721          | 17 %   | -    |
|                                                                                               | Jocelyn Caron           | Parti québécois     | 5 195          | 15,4 % | -    |
|                                                                                               | Estelle Obeo            | Vert                | 738            | 2,2 %  | -    |
|                                                                                               | Benoit Larocque         | Conservateur        | 361            | 1,1 %  | -    |
|                                                                                               | Bianca Bozsodi          | Citoyens au pouvoir | 271            | 0,8 %  | -    |
|                                                                                               | Jean Phariste Pharicien | NPD Québec          | 257            | 0,8 %  | -    |
|                                                                                               | Elias Progakis          | Parti libre         | 184            | 0,5 %  | -    |
| Total                                                                                         | Total                   | Total               | 33 730         | 100 %  |      |
| Le taux de participation lors de l'élection était de 61,7 % et 611 bulletins ont été rejetés. |                         |                     |                |        |      |

|                                                                                               | Nom                         | Parti            | Nombre de voix | %      | Maj.  |
| --------------------------------------------------------------------------------------------- | --------------------------- | ---------------- | -------------- | ------ | ----- |
|                                                                                               | Saul Polo                   | Libéral          | 16 880         | 44,2 % | 4 978 |
|                                                                                               | Léo Bureau-Blouin (sortant) | Parti québécois  | 11 902         | 31,2 % | -     |
|                                                                                               | Vincent Bolduc              | Coalition avenir | 6 552          | 17,2 % | -     |
|                                                                                               | Nicolas Chatel-Launay       | Québec solidaire | 2 151          | 5,6 %  | -     |
|                                                                                               | Léo McKenna                 | Vert             | 516            | 1,4 %  | -     |
|                                                                                               | David Voyer                 | Option nationale | 188            | 0,5 %  | -     |
| Total                                                                                         | Total                       | Total            | 38 189         | 100 %  |       |
| Le taux de participation lors de l'élection était de 70,9 % et 593 bulletins ont été rejetés. |                             |                  |                |        |       |